# Ray Beckett

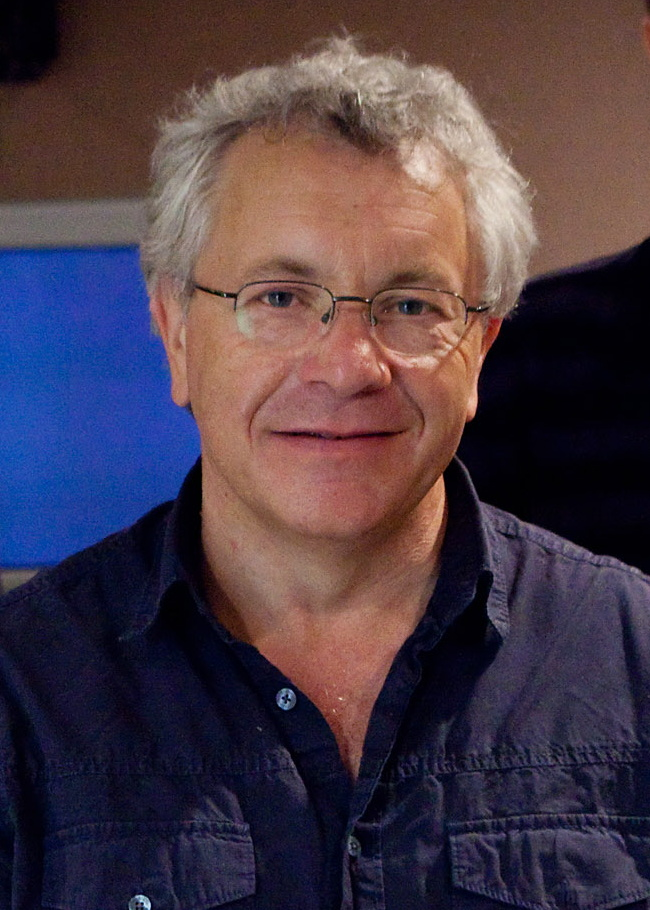
Ray Beckett 2010

Ray Beckett (geb. vor 1977) ist ein britischer Tontechniker.

## Leben
Beckett begann seine Karriere beim Film 1977. 1987 war er für Zimmer mit Aussicht für den BAFTA Film Award in der Kategorie Bester Ton nominiert. 2010 konnte er den BAFTA Film Award für Tödliches Kommando – The Hurt Locker gewinnen. Im selben Jahr gewann er für den Kriegsfilm gemeinsam mit Paul N.J. Ottosson zudem den Oscar in der Kategorie Bester Ton.

## Filmografie (Auswahl)
- 1985: Zimmer mit Aussicht (A Room with a View)
- 1988: Crusoe
- 1988: Der Biss der Schlangenfrau (The Lair of the White Worm)
- 1993: Raining Stones
- 1996: Carla’s Song
- 1998: Mein Name ist Joe (My Name is Joe)
- 2004: Dear Wendy
- 2006: The Wind That Shakes the Barley
- 2008: Genova
- 2008: Tödliches Kommando – The Hurt Locker (The Hurt Locker)
- 2009: Looking for Eric
- 2011: Coriolanus
- 2012: Chernobyl Diaries
- 2012: Zero Dark Thirty
- 2014: Die zwei Gesichter des Januars (The Two Faces of January)
- 2014: The Riot Club
- 2018: Outlaw King
- 2023: The Old Oak

## Auszeichnungen
- 1987: BAFTA-Film-Award-Nominierung in der Kategorie Bester Ton für Zimmer mit Aussicht
- 2010: BAFTA Film Award in der Kategorie Bester Ton für Tödliches Kommando - The Hurt Locker
- 2010: Oscar in der Kategorie Bester Ton für Tödliches Kommando – The Hurt Locker